# تپه نور آباد
تپه نور آباد مربوط به دوران پیش از تاریخ ایران باستان است و در شهرستان رامیان، بخش خان ببین، روستای مازیاران واقع شده و این اثر در تاریخ ۲۷ مرداد ۱۳۸۲ با شمارهٔ ثبت ۹۷۴۵ به‌عنوان یکی از آثار ملی ایران به ثبت رسیده است.